# إدوارد أ. لاسي
إدوارد أ. لاسي هو مترجم وشاعر كندي، ولد في 1938 في لندسي ‏ في كندا، وتوفي في 1995 في تورونتو في كندا.